# Al passo con gli Stein
Al passo con gli Stein (Keeping Up with the Steins) è un film del 2007 diretto da Scott Marshall.

## Trama
Benjamin è un ragazzino californiano alla vigilia di un importante momento della sua vita: il Bar Mitzvah, il rito ebraico che segna il passaggio dalla fanciullezza all'età adulta. Un appuntamento reso problematico dalle implicazioni sociali che comporta, ovvero dover salmodiare in ebraico davanti alla comunità e la grande festa, per la quale dovrà dimostrare di aver speso almeno quanto il suo amico Zachary Stein. A complicare ulteriormente le cose la presenza del nonno hippie, che il padre non vede da ventisei anni.